# Juju (futebolista)
Jucelia “Juju” da Silva Freitas (Rio Branco, 6 de junho de 1993) é uma jogadora de futebol brasileira.
Juju tem passagens por diversos clubes, bem como Assermurb, Caucaia, Iranduba da Amazônia, Vitória das Tabocas, Penarol, 3B da Amazônia, Grêmio.
Ela foi vice-campeã da Copa Paulista de 2021.